# Ionel Stoicescu

Fântâna Modurei - Parcul Herăstrău București - reconstituire de Ionel Stoicescu (2006) după originalul lui Constantin Baraschi (1939)

Ionel Stoicescu (n. 25 aprilie 1968, Căldăraru, județul Argeș) este un sculptor român.
În 1997, Ionel Stoicescu a absolvit Facultatea de Arte Plastice și Decorative, secția Sculptură, din cadrul Academiei de Artă București. Timp de șase ani, cât au durat studiile, el a învățat să sculpteze.
Este membru al Uniunii Artiștilor Plastici din România.
De-a lungul timpului, Ionel Stoicescu a restaurat mai multe monumente, printre care Monumentul lui Dinicu Golescu din București, Monumentul Dr. Constantin I. Istrati, Monumentul lui Mihail Cantacuzino și Monumentul eroilor din arma geniului - Leul.
De asemenea, în 2007, cu ocazia mutării ei din zona Obor în Parcul Florilor din Cartierul Pantelimon, București, a reabilitat statuia “1907”, dedicată Răscoalei din 1907, al cărui autor este artistul Naum Corcescu.

## Prezențe peste hotare
La Festivalul „Zilele Bucureștiului la Viena", desfășurat în luna mai 2007 în Austria, oferta românească a inclus și trei instalații care au făcut deliciul vienezilor: „Cui i-e frică de sticlă?", realizata de artistul plastic Ioan Nemțoi, „Sampling Bucharest", de Paul Chiribuță, și „Ciobanul Bucur și oile sale", de Ionel Stoicescu, o instalație „ambulantă" în care un cioban îmbrăcat în frac plimba, pe străzile capitalei austriece, o turmă de oi gonflabile. „A fost cel mai mare import cultural temporar pe care l-a avut vreodată Viena", declara la vremea aceea un oficial austriac, în timp ce presa românească scria despre artiștii români că au fost confundați de poliție cu cerșetorii.

## Premii
- Premiul jubiliar "Tofan" (2004) [6]

## Lucrări
- Bustul fotbalistului Titus Ozon, dezvelit la 12 noiembrie 2002 în parcul cu același nume din București, lângă Gara de Est.
- Lucrarea monumentală "Metafora vieții", inaugurată în noiembrie 2003. Monumentul este reprezentat printr-o grupare de opt lalele, din care una este frântă. Elementele florale sunt executate din inox, cu înălțimi variabile, între 2,5 si 3,5 metri, montate pe un soclu de granit. Postamentul, dispus în centrul rondului, îndeplinește și funcția de bazin pentru fântâna arteziană, pe el fiind montate 9 ajutaje, din care iese apă. Tot pe suprafața soclului sunt montate 18 spoturi luminoase, de diverse culori. Monumentul este amplasat în cartierul Pantelimon, la intersecția Șoselei Pantelimon cu Iancului.[7]
- Monumentul părinților fondatori ai Uniunii Europene, amplasat pe Insula Trandafirilor din Parcul Herăstrau, București, inaugurat de Ziua Europei, la 9 mai 2006.
- Aleea Cariatidelor, din Parcul Herăstrău și fântâna Modurei, amplasate la intrarea în Parcul Herăstrău dinspre Piața Charles de Gaulle, este o reconstituire realizată de sculptorul Ionel Stoicescu, în anul 2006, pe baza fotografiilor de epocă și a unei cariatide originale găsite în cimitirul Bellu în 2006, a monumentului original realizat de Constantin Baraschi în 1939, dar distrus în anii cinzeci pentru a face loc statuii lui Stalin.[8]
- Bustul doctorului Dan Setlacek, din bronz, dezvelit la 16 iulie 2010 în fața Institutului Clinic Fundeni.[9]
- Bustul lui Panait Istrati, dezvelit la 19 octombrie 2010 în piața Panait Istrati din Vouvry, Cantonul Valais, Elveția, finanțat de primăria București.[10]
- Statuia prințului Rainier al III-lea de Monaco dezvelită în 2017 în Parcul Circului din București.[11]
- Monumentul Reformei Protestante (fântână - grup statuar) sculptat în piatră de Vrața, reprezintă o biblie deschisă, pe coperta căreia sunt plasate efigiile în bronz ale lui Martin Luther (1483-1546) și Jean Calvin (1509-1564). Ocupând o suprafață de cca 16 m pătrați, ansamblul dezvelit în 2022 este situat în București, în spațiul verde delimitat de strada Știrbei Vodă, fostă Calea Calvină, aleea carosabilă spre parcarea Sălii Palatului și aleea pietonală care traversează spațiul din apropierea Sălii Palatului (Str. Ion Câmpineanu 30, Spațiul Public Sala Palatului, sector 1, București).[12]